# Дизайн систем

## Дизайн систем
- Дизайн систем (англ. Design systems) — це структуровані набори правил, принципів та інструментів, які забезпечують єдність дизайну у цифрових продуктах, таких як вебсайти та мобільні додатки. Вони допомагають створювати гармонійний інтерфейс та підвищують ефективність роботи дизайнерів і розробників.

## Основні елементи
- Бібліотека компонентів — набір готових елементів інтерфейсу (UI).
- Гайдлайни стилю — принципи використання кольорів, типографіки та іконографії.
- Документація — інструкції з використання дизайну системи.

## Історія
Поняття дизайн систем почало розвиватися у 2010-х роках з ростом складності цифрових продуктів. Перша відома система — Material Design, розроблена компанією Google у 2014 році. Іншою значущою системою є Carbon Design System від IBM.

## Переваги
- Зменшення витрат часу на дизайн.
- Забезпечення послідовності дизайну у великих командах.
- Спрощення роботи з масштабованими проектами.

## Відомі приклади
- Material Design — стандартизована система для Android.
- Human Interface Guidelines — дизайн-система компанії Apple.
- Bootstrap — CSS-фреймворк з попередньо створеними компонентами.

## Вплив на галузь
Дизайн системи сприяли стандартизації процесів розробки цифрових продуктів і зробили їх більш доступними для користувачів.